# Carter DeHaven

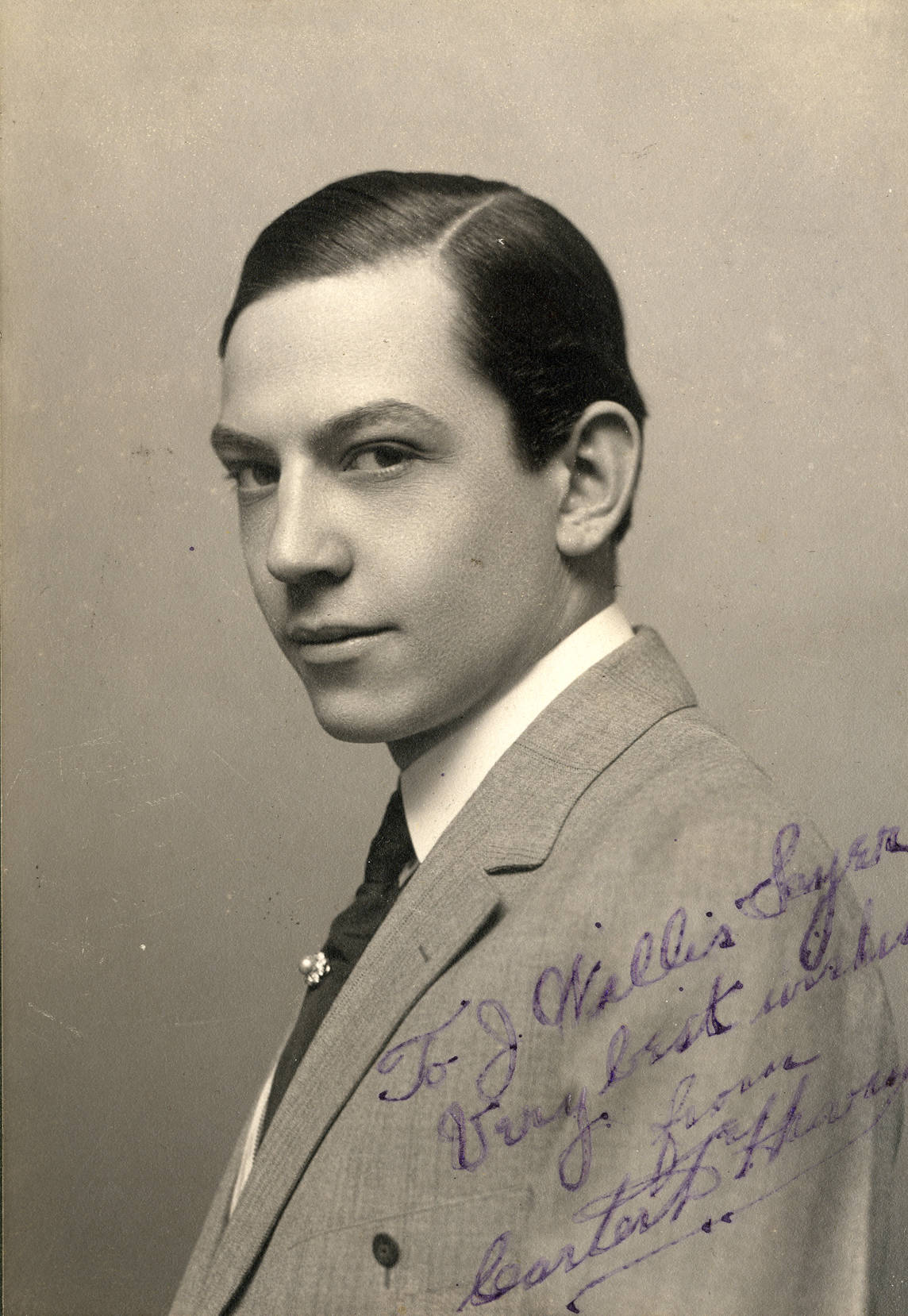
Carter DeHaven

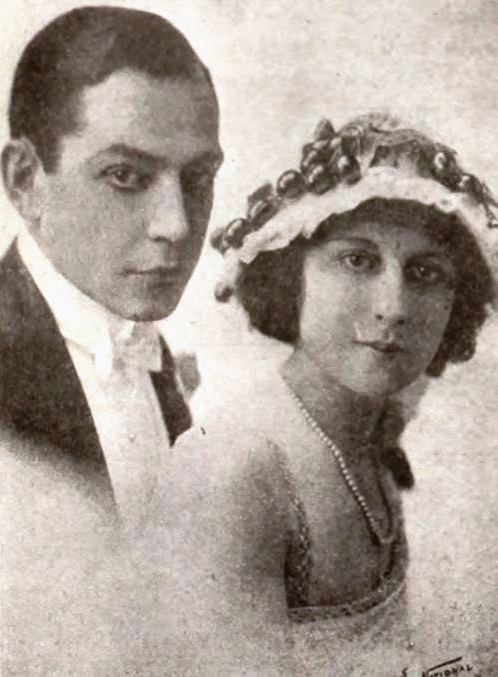
Carter DeHaven mit Ehefrau Flora (1920)

Carter DeHaven (* 5. Oktober 1886 in Chicago, Illinois als Francis O’Callaghan; † 20. Juli 1977 in Los Angeles, Kalifornien) war ein US-amerikanischer Schauspieler, Regisseur, Drehbuchautor und Filmproduzent.

## Leben und Karriere
Carter DeHaven begann seine Showkarriere auf Vaudeville-Bühnen und kam 1915 mit knapp 30 Jahren zum Film. In der Stummfilmzeit war er zeitweise Hauptdarsteller seiner eigenen Komödien-Filmreihe, zudem fungierte er bei zahlreichen Filmen – häufig seinen eigenen – auch hinter der Kamera in wichtigen Funktionen als Regisseur, Produzent und Drehbuchautor. Der Großteil seiner Filme ist allerdings heute verschollen. Mit Beginn des Tonfilms zog sich DeHaven zunehmend von der Schauspielerei zurück und begann stattdessen eine Zusammenarbeit mit Charlie Chaplin: Bei Moderne Zeiten (1936) fungierte er als Chaplins Regieassistent, bei Der große Diktator (1940) als Co-Produzent. In Der große Diktator übernahm DeHaven außerdem die Nebenrolle des Botschafters des fiktiven Staates Bakteria.
Nachdem DeHaven in den 1940er-Jahren bei verschiedenen Filmen als Regieassistent gearbeitet hatte, war er ab den 1950er-Jahren wieder in einigen Fernsehserien wie Johnny Ringo und Verliebt in eine Hexe als Schauspieler zu sehen.  Mitte der 1960er-Jahre zog sich DeHaven schließlich aus dem Hollywood-Geschäft zurück, wo er im Verlaufe von 50 Jahren die unterschiedlichsten Tätigkeiten übernommen hatte: Film- und Fernsehschauspieler, Regisseur, Assistenzregisseur, Dialogregisseur, Drehbuchautor, Produzent, Co-Produzent und sogar Kostümdesigner. Für seine Filmarbeit wurde Carter DeHaven mit einem Stern auf dem Hollywood Walk of Fame geehrt.
DeHaven war zweimal verheiratet, beide Ehen wurden geschieden. Aus seiner Ehe mit der Schauspielerin Flora Parker kommt die Tochter Gloria DeHaven (1925–2016), später eine bekannte Schauspielerin. Zudem wurden sein Sohn (1910–1979 – Fernsehregisseur), sein Enkel (* 1932 – Produktionsmanager) und sein Urenkel (* 1961 – Filmeditor), allesamt Carter DeHaven genannt, ebenfalls im Filmgeschäft hinter der Kamera tätig.

## Filmografie (Auswahl)
Als Schauspieler
- 1915: The College Orphan
- 1916: Timothy Dobbs, That’s Me
- 1921: Marry the Poor Girl
- 1927: Character Studies
- 1940: Der große Diktator (The Great Dictator) (auch Co-Produzent)
- 1959–1960: Johnny Ringo (Fernsehserie, vier Folgen)
- 1962: Noch Zimmer frei (The Notorious Landlady)
- 1965: Verliebt in eine Hexe (I Married a Witch; Fernsehserie, Folge Eye of the Beholder)

Als Regisseur
- 1916: Timothy Dobbs, That’s Me
- 1917: A Gentleman of Nerve
- 1923: Say It with Diamonds
- 1930: She Who Gets Slapped

Als Assistenzregisseur
- 1936: Moderne Zeiten (Modern Times)
- 1948: Ich tanze in dein Herz (Ladies of the Chorus)
- 1952: Budapest antwortet nicht (Assignment – Paris!)